# Horna

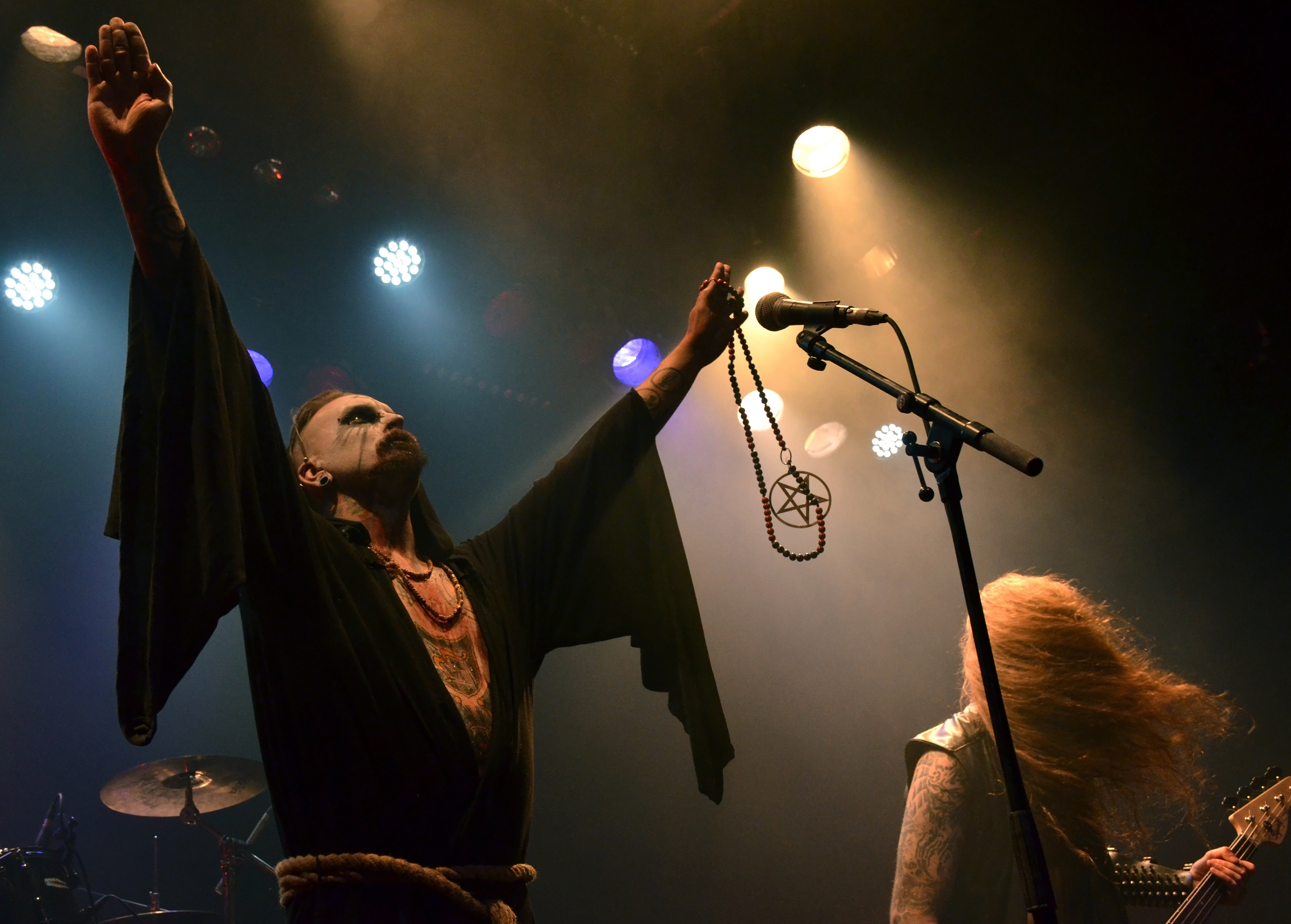
Horna (2014)

Horna je finská black metalová kapela založená v roce 1993 původně pod názvem Shadowed. V roce 1994 se přejmenovala na současný název. Stěžejní tematikou je zlo, okultismus a satanismus. Název Horna znamená ve finštině peklo nebo propast.

Logo kapely je stylizováno do obrazce tvořeného netopýřími křídly, svící a kozlími hlavami, součástí je také několik obrácených křížů, obrácený pentagram a číslo šelmy.
V roce 1995 vyšlo první demo Varjoissa a v roce 1998 debutové studiové album s názvem Kohti yhdeksän nousua.

## Diskografie
Dema
- Varjoissa (1995)
- Hiidentorni (1997)

Studiová alba
- Kohti yhdeksän nousua (1998), Solistitium Records
- Haudankylmyyden mailla (1999), Solistitium Records
- Sudentaival (2001), Woodcut Records
- Envaatnags Eflos Solf Esgantaavne (2005), Woodcut Records
- Ääniä yössä (2006), Moribund Records
- Sotahuuto (2007), Moribund Records
- Sanojesi äärelle (2008), Debemur Morti Productions / Deviant Records
- Askel lähempänä Saatanaa (2013), World Terror Committee

EP
- Sota (1999), Sinister Productions
- Perimä vihassa ja verikostossa (1999), Oskorei Productions
- Korpin hetki (2002), Apocalyptic Empire Records
- Risti ja ruoska (2002), Ledo Takas Records
- Viha ja viikate (2003), Woodcut Records
- Talismaani (2004), Static Supernova
- Vuohipaimen (2004), Obscure Abhorrence Records
- Pimeyden hehku (2007), Debemur Morti Productions
- Herran edessä (2009)
- Adventus Satanae (2009)

Kompilační alba
- Hiidentorni / Kohti yhdeksän nousua / Perimä vihassa ja verikostossa / Ordo Regnum Sathanas (2000), Woodcut Records
- Ordo Regnum Sathanas (2004), Adversary Productions
- Kun synkkä ikuisuus avautuu (2006), Grievantee Productions
- Musta kaipuu (2009), Debemur Morti Productions

Ostatní
+ mnoho split nahrávek